# Missouri Executive Order 44

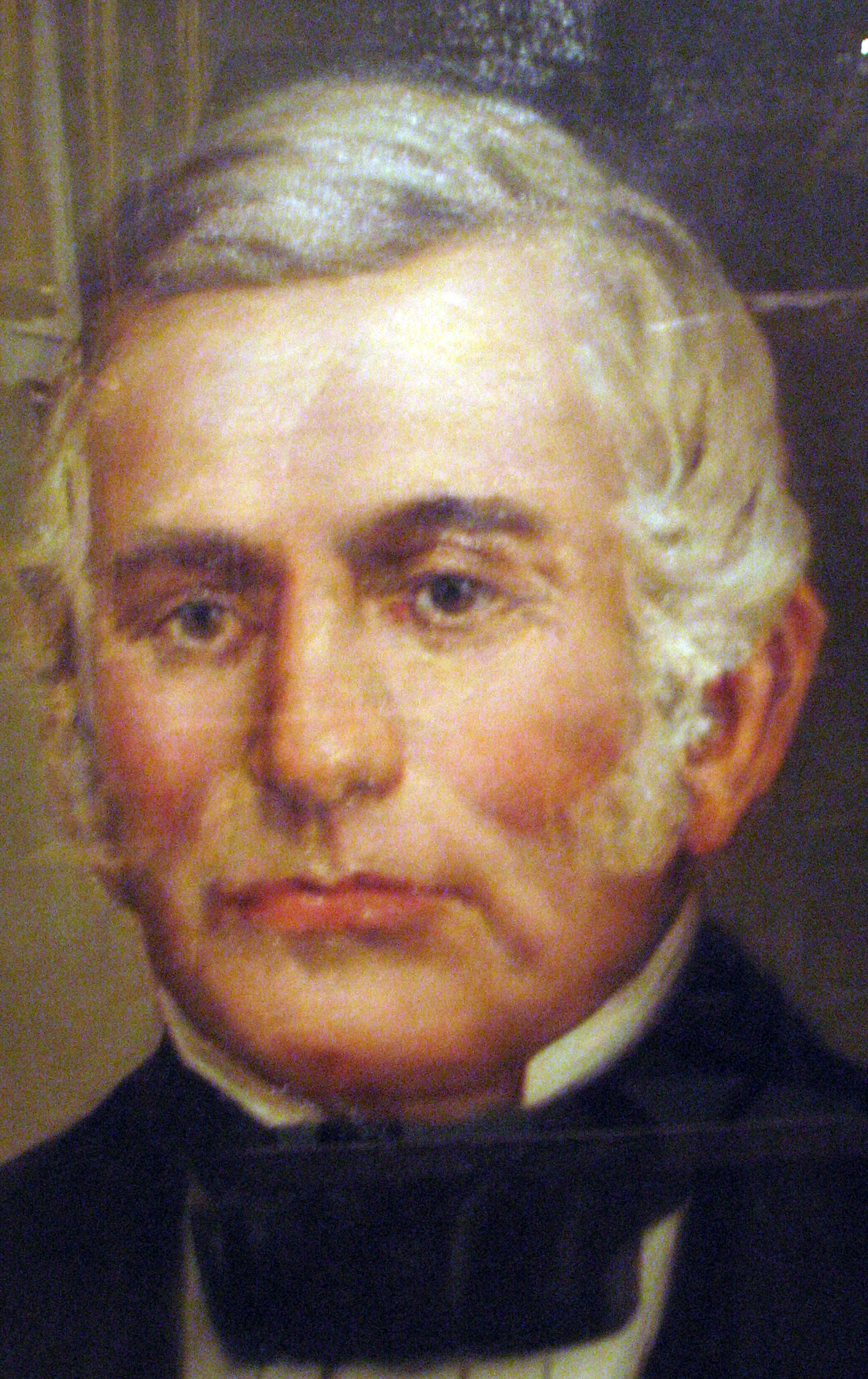
Lilburn Boggs

Die Missouri Executive Order 44 ist eine Verordnung in der Geschichte des US-Bundesstaates Missouri, die am 27. Oktober 1838 vom Gouverneur Missouris Lilburn Boggs erlassen wurde. Sie wurde nach der Schlacht um dem Crooked River im Mormonenkrieg 1838, nach einer Auseinandersetzung zwischen Mormonen und einer Staatsmiliz, erlassen. Der Gouverneur bestand darauf, dass sich die Mormonen offen und absichtlich gegen das Gesetz gestellt und Krieg gegen die Bürger des Staates geführt hätten und deshalb als Feinde behandelt und ausgerottet oder aus dem Staat vertrieben werden müssten. Obwohl die Verordnung als Mormonische Ausrottungsverordnung bezeichnet wurde[von wem?], verloren relativ wenige Menschen ihr Leben. Aber die Staatsmilizen nutzten die Verordnung als Grund dafür, die Mormonen von ihrem Land in Missouri zu vertreiben und sie zu zwingen, nach Illinois auszuwandern. Die Mormonen kamen erst 25 Jahre später nach Missouri zurück, als sie eine wohlwollendere Umgebung vorfanden, um dort Häuser zu bauen. Im Jahr 1976 wurde die Verordnung formal, wegen ihrer Verfassungswidrigkeit, von dem damaligen Gouverneur Missouris Kit Bond abgeschafft.

## Hintergrund

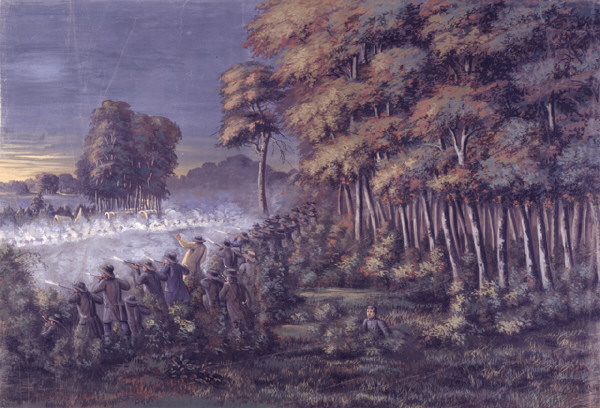
Schlacht um den Crooked River

Diese Verordnung wurde vom Gouverneur Missouris während des Mormonenkrieges 1838 erlassen, der dadurch zustande kam, dass es Spannungen zwischen den Mormonen und ihren Nachbarn, aufgrund der wachsenden wirtschaftlichen und politischen Macht der Mormonen und der öffentlichen Ablehnung der Sklaverei, durch die Mormonen, gab. Der Krieg endete mit der Vertreibung fast aller Mormonen aus Missouri. Den Mormonen wurde ein County zugestanden, das bald wegen des Ansturms der Neukonvertiten zu klein wurde. Am 4. Juli 1838 hielt der Mormonenführer Sidney Rigdon eine Rede, in der er zur Selbstverteidigung der Mormonen aufrief. Dies erhöhte die Spannungen zusätzlich. Die Nicht-Mormonen in Missouri glaubten, dass eine mormonische Invasion ihres Staates kurz bevorstand. Diese Vorstellung wurde von den Daniten durch einen Angriff auf ein Dorf weiter angeheizt. In der Hauptstadt Missouris eintreffende Nachrichten von einer Schlacht um den Crooked River und das Verhalten der Daniten führten zu einer sehr angespannten Situation, in deren Kontext der Vernichtungsbefehl zu sehen ist.

## Text der Verordnung
Die Verordnung lautet  folgendermaßen:
Headquarters of the Militia,
City of Jefferson, Oct. 27, 1838.
Gen. John B. Clark:

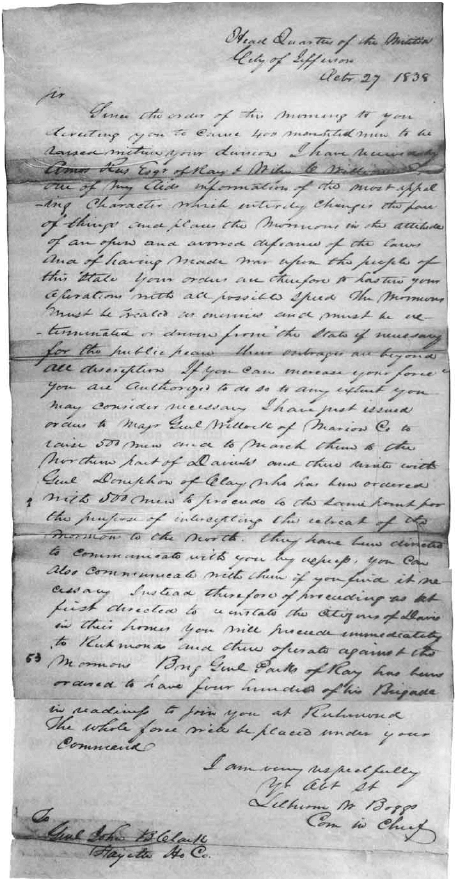
Original der Verordnung

Sir: Since the order of this morning to you, directing you to cause four hundred mounted men to be raised within your division, I have received by Amos Reese, Esq., of Ray county, and Wiley C. Williams, Esq., one of my aids, information of the most appalling character, which entirely changes the face of things, and places the Mormons in the attitude of an open and avowed defiance of the laws, and of having made war upon the people of this state. Your orders are, therefore, to hasten your operation with all possible speed. The Mormons must be treated as enemies, and must be exterminated or driven from the state if necessary for the public peace--their outrages are beyond all description. If you can increase your force, you are authorized to do so to any extent you may consider necessary. I have just issued orders to Maj. Gen. Willock, of Marion county, to raise five hundred men, and to march them to the northern part of Daviess, and there unite with Gen. Doniphan, of Clay, who has been ordered with five hundred men to proceed to the same point for the purpose of intercepting the retreat of the Mormons to the north. They have been directed to communicate with you by express, you can also communicate with them if you find it necessary. Instead therefore of proceeding as at first directed to reinstate the citizens of Daviess in their homes, you will proceed immediately to Richmond and then operate against the Mormons. Brig. Gen. Parks of Ray, has been ordered to have four hundred of his brigade in readiness to join you at Richmond. The whole force will be placed under your command.
I am very respectfully,
yr obt st [your obedient servant],
L. W. Boggs,
Commander-in-Chief.

## Nachwirkungen und formale Aufhebung
Obwohl die Verordnung technisch nicht mehr ausgeführt wurde, als die Mormonen sich am 1. November in Far West ergaben, wurden viele Mormonen (ungefähr 10.000) wegen dieser Verordnung aus Missouri vertrieben und mussten mit dem fliehen, was sie am Körper trugen.
Ein nicht-mormonischer Gesetzgeber, David Rice Atchison, weigerte sich in einem Bundesstaat zu leben, in dem Mormonen diskriminiert werden. 
Die Verordnung wurde von Gouverneur Kit Bond am 25. Juni 1976 formal aufgehoben.
Die Gemeinschaft Christi lud ihn daraufhin zu einer Konferenz ein, auf der er nochmals seine freundlichen Absichten bestätigte.